# Василевский, Давид Вениаминович
Давид Вениаминович Василевский (24 ноября 1895 года, пос. Фаличи, Бобруйский уезд, Минская губерния — 7 июня 1976 года, Киев) — советский военный деятель, Генерал-майор (20 апреля 1945 года).

## Начальная биография
Давид Вениаминович Василевский родился 24 ноября 1895 года в посёлке Фаличи ныне Стародорожского района Минской области Белоруссии.
Осенью 1908 года поступил в 3-й класс Минского коммерческого училища, которое окончил в октябре 1913 года.

## Военная служба
По окончании училища в октябре 1913 года призван вольноопределяющимся 1-го разряда в ряды Русской императорской армии и направлен в Кутаисский 158-й пехотный полк, дислоцированный в Бобруйске.

### Первая мировая и гражданская войны
С началом Первой мировой войны Кутаисский 158-й пехотный полк вёл боевые действия на Западном фронте. В марте 1915 года Д. В. Василевский, находясь в командировке, дезертировал, после чего по фальшивым документам находился в Харькове и Симферополе и в январе 1916 года явился в Управление воинского начальника и в феврале направлен в 291-й пехотный запасной полк, дислоцированный в м. Дунаевцы Подольской губернии. В мае как имеющий образование направлен на учёбу в военно-инженерное училище в Киеве, после окончания которого в апреле 1917 года назначен начальником команды связи Очаковского 190-го пехотного полка. В том же году был избран председателем солдатского комитета. В январе 1918 года демобилизован в чине подпоручика, после чего переехал в Москву.
По прибытии в Москву Д. В. Василевский назначен начальником красногвардейского отряда, который вскоре направлен на подавление антисоветского восстания на территории Тамбовской губернии, в апреле того же года передислоцирован в Ярославль, где принимал участие в ликвидации контрреволюционного восстания, а затем — на Восточный фронт против белочехов. В пути Д. В. Василевский заболел тифом, после чего лечился в госпитале и по выздоровлении в сентябре зачислен в отряд Московских коммунаров, а в январе 1919 года направлен в Вильно, где назначен начальником Виленского коммунистического отряда, который с февраля принимал участие в боевых действиях против белолитовцев. Вскоре Виленский отряд слился с партизанским отрядом Жана Рояльвы, после чего Д. В. Василевский был помощником начальника. и принимал участие в боевых действиях на территории Виленской, Ковенской и Гродненской губерний. В августе отряд влился в состав 4-й стрелковой дивизии, а Д. В. Василевский назначен на должность военкома 29-го стрелкового полка, после чего участвовал в боях на Западном фронте. В октябре 1919 года переведён инструктором политотдела 15-й армии и принимал участие в боевых действиях против войск под командованием генерала Н. Н. Юденича, а затем в Советско-польской войне. В январе 1920 года командовал сводным отрядом курсантов 15-й армии, однако в феврале вернулся на прежнюю должность инструктора в политотдел армии. После Варшавской операции Д. В. Василевский 26 августа в составе армии был интернирован, находился в лагере Арис в Германии, и по возвращении в октябре назначен на должность помощника военкома 42-й стрелковой дивизии (4-я армия, Южный фронт), после чего принимал участие в боевых действиях против войск под командованием генерала П. Н. Врангеля и Н. И. Махно. В январе 1921 года назначен военкомом отдела снабжения этой дивизии, однако в марте того же года из-за полученного ранения был демобилизован и направлен в распоряжение ЦК КП(б) Белоруссии.

### Межвоенное время
После демобилизации работал заведующим заготконторой в м. Житковичи Наркомата продовольствия Белорусской ССР, однако в октябре 1921 года «за незаконную конфискацию зерна» трибуналом республики Д. В. Василевский был приговорен к трём года тюрьмы условно с запрещением работать в органах наркомпрода. В январе 1922 года после рассмотрения его дела в Минске и отмены приговора назначен заведующим Борисовской заготконторой, а в июле того же года — заведующим отделом Бобруйского уездного исполкома.
С мая 1924 года работал главным бухгалтером на заводе «Труд» в посёлке Постолы Полесской области, с июля 1925 года — заместителем главного бухгалтера в Белорусском гостресте строительной промышленности в Минске, а с июня 1929 года — главным бухгалтером и начальником планового сектора в Белорусском гостресте химической промышленности.
В марте 1930 года Д. В. Василевский повторно призван в ряды РККА и направлен в 10-й стрелковый полк (4-я стрелковая дивизия, Белорусский военный округ), в составе которого служил на должностях командира роты связи и начальника связи полка и одновременно до 1932 года учился в заочном институте инженеров-теплотехников. В июле 1934 года назначен начальником штаба отдельного батальона связи 5-го стрелкового корпуса.
20 июля 1937 года Давид Вениаминович Василевский уволен из кадров РККА и 10 августа арестован органами НКВД, после чего находился под следствием, однако в октябре 1938 года освобождён за отсутствием состава преступления. 16 марта 1939 года восстановлен в кадрах РККА и назначен на должность помощника начальника связи 4-го стрелкового корпуса, а в марте 1941 года — на должность начальника связи 209-й моторизованной дивизии (17-й механизированный корпус).

### Великая Отечественная война
С началом войны находился на прежней должности. 209-я моторизованная дивизия с 22 июня 1941 года принимала участие в ходе приграничного сражения и отступала от м. Слоним на Новогрудок и Мир и далее на могилёвском направлении. В районе Могилёва в июле майор Д. В. Василевский назначен командиром 206-го запасного стрелкового полка, который вскоре вёл боевые действия в битве под Москвой, а также — в условиях окружения в районе Вязьмы.
В сентябре 1942 года переведён на должность заместителя командира 53-й стрелковой дивизии, ведшей оборонительные боевые действия вдоль железной дороги Калуга — Вязьма. В феврале 1943 года дивизия была передислоцирована на Юго-Западный фронт, после чего участвовала в боях на изюмском плацдарме. В конце июля дивизия была выведена в резерв Ставки Верховного Главнокомандования и в сентябре передана в состав 37-й армии была передислоцирована через район Харькова в район с. Новый Орлик, где после форсирования Днепра вела бои по расширению плацдарма и наступление на кировоградском направлении. В период с декабря 1943 по январь 1944 года полковник Д. В. Василевский временно командовал дивизией из-за убытия штатного командира на лечение, затем вернулся к исполнению прямых обязанностей. В январе 1944 года дивизия участвовала в ходе Кировоградской наступательной операции. 5 апреля 1944 года назначен на должность командира 53-й стрелковой дивизии, которая участвовала в ходе Ясско-Кишинёвской и Будапештской Венской наступательных операций и к 11 мая вышла на рубеж Каплица — Фрайштадт, где встретилась с американскими войсками.

### Послевоенная карьера

Могила Василевского на Лукьяновском военном кладбище Киева.

После окончания войны находился на прежней должности.
В сентябре 1946 года направлен на курсы «Выстрел», где назначен на должность преподавателя тактики, а в октябре того же года — на должность начальника редакционно-издательского отдела.
Генерал-майор Давид Вениаминович Василевский 8 января 1958 года вышел в отставку по болезни. Умер 7 июня 1976 года в Киеве. Похоронен на Лукьяновском военном кладбище города.

## Награды
- Орден Ленина (05.11.1954);
- Три ордена Красного Знамени (21.10.1943, 14.09.1945, 20.06.1949);
- Орден Суворова 2 степени (28.04.1945);
- Орден Кутузова 2 степени (13.09.1944);
- Орден Красной Звезды (03.11.1944);
- Медали.

Иностранные награды
- Орден Тудора Владимиреску 3 степени (Румыния, ?.10.1969);
- Медаль «25 лет освобождения Румынии» (Румыния, 03.11.1969);
- Юбилейная памятная медаль Освобождения (Венгрия, 1970).